# F-CRIN
Vous pouvez aider à l'améliorer ou bien discuter des problèmes sur sa page de discussion.
- Il peut contenir un travail inédit ou des déclarations non vérifiées. Vous pouvez l’améliorer en ajoutant des références. (Marqué depuis juillet 2014)

Vous pouvez aider à l'améliorer ou bien discuter des problèmes sur sa page de discussion.
- Il ne s’appuie pas, ou pas assez, sur des sources secondaires ou tertiaires. (Marqué depuis janvier 2013)
- Il contient une ou plusieurs listes. Le texte gagnerait à être rédigé sous la forme d’un ou plusieurs paragraphes synthétiques, afin d’être plus agréable à lire. (Marqué depuis juillet 2014)

- Archive Wikiwix
- Bing
- Cairn
- DuckDuckGo
- E. Universalis
- Gallica
- Google
- G. Books
- G. News
- G. Scholar
- Persée
- Qwant
- (zh) Baidu
- (ru) Yandex
- (wd) trouver des œuvres sur Wikidata

L'infrastructure de recherche clinique F-CRIN (French Clinical Research Infrastructure Network), portée par l'INSERM, est l'une des lauréates de l'Appel à projets « Infrastructures en Biologie et Santé » lancé en 2010 par l'Agence Nationale de la Recherche (ANR). Cet appel à projets s'inscrit dans les « Investissements d'avenir », dits du « Grand Emprunt », lancés par l'État français en 2010 sur les marchés financiers.  
Le projet F-CRIN a pour but de renforcer la performance et la compétitivité de la France dans le domaine de la recherche clinique française, qu'elle soit académique ou industrielle, en particulier au plan européen et international. L'objectif est d'identifier et de renforcer certains axes d'excellence à fort potentiel de la France dans le domaine de la recherche translationnelle, pour les essais cliniques aux phases les plus précoces dites de « preuves de concept », en particulier en lien avec l'industrie, et parallèlement d'accroître le nombre de protocoles académiques à coordination scientifique française de dimension internationale. 
F-CRIN est également la composante française de l'ERIC ECRIN (European Clinical Research Infrastructure Network, réseau européen de recherche clinique, support de réalisation d'essais cliniques multinationaux, coordonné par le Pr Jacques Demotes. À ce titre, F-CRIN a aussi pour mission d'aider les promoteurs et les investigateurs académiques d'autres pays d'Europe souhaitant étendre à des centres français leurs propres projets de recherche clinique.
La coordination nationale de l’infrastructure est localisée à Toulouse, avec statut d’unité mixte de service (UMS 015) associant l'Inserm, le CHU de Toulouse et l'Université Toulouse III Paul Sabatier. Au plan fonctionnel, F-CRIN est coordonné par le Pr Olivier Rascol, neuropharmacologue au CHU de Toulouse, et Vincent Diebolt, directeur d’hôpital.

## F-CRIN, une organisation centrée sur des réseaux de recherche ciblant des pathologies précises
Au 1er janvier 2020, l’Infrastructure F-CRIN comptait 18 composantes complémentaires, qui, prises dans leur ensemble, constituent un catalyseur national d’expertises complémentaires de pointe en recherche clinique :
- Douze réseaux thématisés d’investigation clinique ou « INI » (Investigation Network Initiative), d’envergure nationale sur différentes expertises : diabète, asthme, thrombose, Sclérose en plaques, maladies de la rétine, maladies auto-immunes, vaccins, maladies cardiovasculaires, rénales, Parkinson, sepsis, pédiatrie, obésité, maladies inflammatoires ostéoarticulaires et systémiques. Les thématiques telles que le cancer ayant bénéficié de plans nationaux ou d’actions spécifiques de structuration et d’accompagnement sont exclues du champ d’action de F-CRIN
- Trois réseaux d’expertises ciblées en recherche clinique
- Deux plateformes multifonctionnelles de services à disposition des investigateurs et/ou promoteurs pour aider au montage et à la réalisation de leurs essais cliniques et offrant des compétences polyvalentes : méthodologiques ; médicales et scientifiques ; technico-réglementaires...
- Une coordination nationale, certifiée ISO 9001, localisée à Toulouse.

Hormis la coordination nationale, toutes les composantes ont été intégrées dans l’Infrastructure avec le label F-CRIN au terme de processus d’appels à candidature et sélection conduits par son Conseil scientifique interne et son Conseil de gouvernance. Un 3ème appel à labellisation F-CRIN lancé en septembre 2020 vise à étendre l’envergure de l’Infrastructure avec la labellisation au 1er janvier 2022, après un cycle d’évaluations, d’au moins 4 réseaux de recherche et d’investigation clinique supplémentaires, l’objectif étant d’aider à structurer de nouvelles thématiques médicales où la recherche clinique française est particulièrement dynamique.

## Reconduite et refinancement de F-CRIN
Mise en place en 2012 pour une durée initiale de huit ans (2012-2019) et une dotation de 18 millions d’euros alloués par l’ANR, F-CRIN a été reconduite pour 5 années supplémentaires (2020-2025) avec une nouvelle dotation de 5,4 millions d’euros au terme de son évaluation finale conduite par l’ANR.
Le jury scientifique de l'ANR a jugé que : "F-CRIN est un succès. En quelques années, F-CRIN a mis en place un outil organisationnel efficace de "preuve de concept" optimisant le système fragmenté existant, mettant en synergie les principaux opérateurs français de la recherche clinique et s'appuyant sur un modèle original de réseaux d'excellence" (extrait du courrier du Président de l'ANR au PDG de l'INSERM du 25 juillet 2019).

## Le plan stratégique F-CRIN 2020/2024
La stratégie de F-CRIN sur la période 2020-2025, est de capitaliser sur l'existant, d’investir les domaines les plus porteurs de la médecine de demain, et de répondre aux situations d’urgence :
- Elargir l’envergure de F-CRIN afin de couvrir de nouvelles pathologies et domaines thérapeutiques et développer des initiatives de soins primaires et de biothérapies
- Constituer le point d’appui opérationnel pour la mise en place, dans des situations d’urgence, d’actions adaptées en recherche clinique, par ex. dans le cadre de l’épidémie du COVID
- Développer des synergies avec d'autres infrastructures nationales (biologie, santé)
- Renforcer la recherche clinique au niveau européen et international
- Participer à la révolution numérique en cours en contribuant à développer les approches de médecine personnalisée par l’exploitation des données cliniques.

## F-CRIN et la Covid 19
Mise en place en octobre 2020 avec le soutien des pouvoirs publics, COVIREIVAC, plateforme d’expérimentation de candidats-vaccins sur la COVID, est pilotée par l’Inserm et fédère 24 Centres d’Investigation Clinique et plusieurs Centres de ressources biologiques au sein de CHU français. Elle associe également le CNGE (Collège National des Généralistes Enseignants). Cette plateforme est une extension du réseau thématique en vaccinologie labellisée F-CRIN I-REIVAC, coordonné par le Pr Odile Launay.
Elle vise à offrir aux promoteurs industriels et académiques d’essais cliniques, la force de frappe de l’expertise d’investigation clinique française associé à une base référençant 25 000 volontaires, âgés de 18 ans et plus, recrutés via le site internet https://www.covireivac.fr/.

## L'activité de formation à la recherche clinique de F-CRIN
La compétence et la qualification des équipes de recherche clinique est un facteur majeur d’attractivité de la France. Cette compétence s’entretient, s’actualise dans un domaine, la recherche clinique, en constante évolution, en fonction des avancées médicales et scientifiques, des changements juridiques, méthodologiques …
La stratégie de F-CRIN en formation à la recherche clinique est d’apporter des réponses pratiques dans des domaines peu ou non investis. L’offre est construite spécifiquement pour répondre aussi bien aux besoins des professionnels de la recherche clinique que des patients.
Pour la seule coordination nationale de F-CRIN, à fin mars 2020, 62 sessions de formations à la recherche clinique ayant réuni 1551 participants ont été organisées depuis 2012.
D’autres activités en lien avec la formation ont été engagées :
- Développement du Training Course Advisor, plateforme en ligne sans équivalent en France et en Europe, regroupant plusieurs fonctionnalités transversales de recensement, d’évaluation et de valorisation des formations à la recherche clinique organisées en France (322 profils intervenants et 451 profils participants)
- Coordination du  Projet 2 « Global Core Competencies » de l’initiative internationale CRIGH (Clinical Research Initiative for Global Health) initiée par ECRIN.